# Ryōya Ogawa
Ryōya Ogawa (jap. 小川 諒也, Ogawa Ryōya; * 24. November 1996 in Tokio, Präfektur Tokio) ist ein japanischer Fußballspieler.

## Karriere
Ryōya Ogawa erlernte das Fußballspielen in der Schulmannschaft der Ryutsu Keizai University Kashiwa High School. Seinen ersten Vertrag unterschrieb er 2015 beim FC Tokyo. Der Verein, der in der Präfektur Tokio beheimatet ist, spielte in der ersten höchsten Liga des Landes, der J1 League. Die U23-Mannschaft von Tokio spielte in der dritten Liga, der J3 League. 2015 spielte er einmal in der J.League U-22 Selection. Diese Mannschaft, die in der dritten Liga, der J3 League, spielte, setzte sich aus den besten Nachwuchsspielern der höherklassigen Vereine zusammen. Das Team wurde mit Blick auf die Olympischen Sommerspiele 2016 in Rio de Janeiro gegründet. Die Auswahl der Spieler erfolgte auf wöchentlicher Basis aus einem Pool, für den jeder Verein förderungswürdige Talente benennen konnte; die Zusammensetzung der Mannschaft variierte daher sehr stark von Spiel zu Spiel. Von 2016 bis 2019 spielte er 52-mal für die U23-Mannschaft in der dritten Liga. 2016 wechselte er zum FC Tokyo. 2019 wurde er mit der ersten Mannschaft Vizemeister. Im Finale um den J.League Cup 2020 besiegte Tokyo am 4. Januar 2021 Kashiwa Reysol mit 2:1.
In der Saison 2022/23 wurde er an den portugiesischen Club Vitória Guimarães ausgeliehen. Dort kam er auf sechs von 34 Ligaspielen, ein Spiel im Ligapokal und vier Spiele in der Conference League. Dazu kamen drei Spiele in der 2. Mannschaft in der dritten Liga.
Für die Saison 2023/24 wurde er mit anschließender Kaufoption an den belgischen Erstdivisionär VV St. Truiden ausgeliehen. Er bestritt dort 7 von 40 möglichen Ligaspielen, in denen er ein Tor schoss, sowie  zwei Pokalspiele. In der nächsten Saison waren es 35 von 36 möglichen Ligaspielen, in denen er zwei Tore schoss, sowie drei Pokalspiele.

## Erfolge
FC Tokyo
- Japanischer Vizemeister: 2019
- Japanischer Ligapokalsieger: 2020